# Adam Moltke-Huitfeldt (1908-1991)
 Der er flere personer med dette navn, se Adam Moltke.
Adam Nicolas greve Moltke-Huitfeldt (17. maj 1908 i Paris – 29. december 1991) var en dansk diplomat og godsejer, bror til Léon Moltke-Huitfeldt.
Han var søn af Adam greve Moltke-Huitfeldt, blev 1927 student fra Académie de Paris og 1936 cand. jur. 1937 blev han sagførerfuldmægtig i København, samme år aspirant i Udenrigsministeriet, 1939 attaché i Warszawa og samme år sekretær i Udenrigsministeriet, 1940 legationssekretær i Moskva, senere samme år på ny sekretær i ministeriet, 1942 legationssekretær i Helsingfors, 1944 i Washington D.C., 1946 legationssekretær (legationsråd) i Haag, 1952 fuldmægtig i Udenrigsministeriet og samme år fungerende kontorchef sst., 1953 midlertidig kontorchef og fik 1954 kgl. udnævnelse i dette embede. Moltke-Huitfeldt blev dansk ambassadør i Teheran og Karachi 1958, i Athen 1964 og slutteligt i Tunis, Algier og Tripoli 1969-70. 
Han blev 11. marts 1950 Ridder af Dannebrogordenen, 11. marts 1957 Ridder af 1. grad og senere Kommandør af Dannebrog. Han bar en lang række udenlandske ordener.
1958 købte han herregården Espe af Adam Moltkes dødsbo.
Moltke-Huitfeldt ægtede 26. maj 1945 i Washington D.C. Margit grevinde von Rosen (12. januar 1917 i Stockholm – ?), datter af overceremonimester ved det svenske hof Eugéne Eric Adelbert August greve von Rosen og Eleonore "Ella" Wijk.